# دانشگاه پزشکی و دندانپزشکی توکیو
دانشگاه پزشکی و دندانپزشکی توکیو (به ژاپنی: 東京医科歯科大学, Tōkyō ika shika daigaku)، یک دانشگاه ملی ژاپنی واقع در بونکیو-کو، توکیو، توکیو، ژاپن است که در سال ۱۹۲۸ تأسیس شد و اولین دانشکده ملی دندانپزشکی در ژاپن بود.